# Lord Satanis
Lord Satanis es un villano de ficción publicado por DC Comics que debutó en Action Comics # 527 (enero de 1982); Fue creado por Marv Wolfman y Curt Swan.

## Historia
Lord Satanis es un poderoso hechicero que procede de un millón de años en el futuro. Lord Satanis pelea con su esposa, Syrene, por el runestone de Merlin. El artefacto tiene el poder para hacer que uno de ellos sea extremadamente poderoso y les permita gobernar la Tierra a su antojo sin que nadie pueda impedirselo.
Más tarde, Lord Satanis y Syrene dividieron a  Superman por la mitad y separaron a los dos Superman enviando uno de estos a un pasado lejano. Después de que uno de los dos Superman resultó asesinado, Lord Satanis posee dicho cuerpo y lo usa para luchar contra su esposa Syrene y la otra mitad de Superman. Este último Superman derrota a Satanis y envía Satanis y Syrene de nuevo a su propio tiempo.